# Sérénade mélancolique
Sérénade mélancolique op. 26 è un brano di Pëtr Il'ič Čajkovskij per violino e orchestra.

## Storia
Čaikovskij conobbe il violinista Leopold Auer, all'epoca già insegnante del Conservatorio di San Pietroburgo, nel gennaio del 1875 nel salotto di Nikolai Rubinstein. Čaikovskij comunque ne aveva apprezzato le qualità musicali, avendolo già ascoltato suonare: in una recensione di un concerto del 1874 ne aveva infatti decantato «la grande espressività e la ricercata finezza e poesia dell'interpretazione».
In seguito all'incontro Čaikovskij scrisse per Auer la Sérénade mélancolique (non è chiaro se Auer stesso ne avesse commissionato la composizione), completata già nel febbraio come testimonia lo stesso Čaikovskij in una lettera al fratello Modest. Da poco Čaikovskij aveva terminato la composizione anche del suo Concerto per pianoforte n. 1.
Nonostante Auer ne fosse il dedicatario, la Sérénade fu tenuta a battesimo da Adolf Brodsky a Mosca per la Società Musicale Russa il 16 gennaio 1876. Auer eseguì il brano per la prima volta nel novembre dello stesso anno a San Pietroburgo. Nel 1881, in seguito alle riserve espresse da Auer sul Concerto per violino (a lui dedicato e che si rifiutò di eseguire), Čaikovskij cancellò virtualmente la dedica ad Auer anche dalla Sérénade, anche se nel frattempo il brano era già stato pubblicato.
La Sérénade mélancolique venne pubblicata per la prima volta da Jurgenson a Mosca nel 1876 nella versione per violino e pianoforte dell'autore. Separatamente furono pubblicate anche le parti staccate per l'orchestra. La partitura completa venne data alle stampe solo nel 1879, dopo che il brano aveva cominciato a circolare ed essere eseguito anche in Europa (tra gli altri anche da Pablo de Sarasate al Crystal Palace di Londra sotto la direzione di August Manns).

## Struttura
Si tratta di un'opera minore del maestro russo, ma di piacevole ascolto. Dopo una breve introduzione iniziale il violino intona il canto di una canzone a cui si accompagnano gli archi ed i corni che ripetono il motivo dominante di questa piccola composizione. Nel prosieguo il violino si libra in volo implorando, dando spazio ad alcuni trilli per poi ritornare alla metà della composizione al suo tema primario accompagnato stavolta dai flauti che ne ripetono il canto. Il violino man mano, quasi a fil di voce, s'avvia lentamente verso la conclusione finale.
Il brano è in un unico movimento di 207 battute ed è nella tonalità di si bemolle minore. L'indicazione di tempo è Andante.